# Real Rimini FC
Real Rimini FC – włoski klub piłkarski z siedzibą w Rimini w regionie Emilia-Romania, istniejący w latach 2010-2012.

## Historia
Po zakończeniu sezonu 2009/10, w wyniku konfliktu w zarządzie i niespłaconych wierzytelności, rozwiązano klub Valleverde Riccione FC. Prezes Paolo Croatti, będący właścicielem licencji oraz tytułów sportowych, przeniósł zespół do Rimini i zarejestrował go jako Real Rimini Siti Football Club, przystępując do rozgrywek Serie D 2010/11. Człon Siti miał być pierwotnie zapisywany jako City (ang. miasto), jednak Paolo Croatti popełnił omyłkę pisarską w procesie rejestracji. Wkrótce po tym zarządzanie projektem przejęli lokalni przedsiębiorcy, w tym Danilo Pretelli, który objął funkcję prezesa. Klub w założeniu miał wypełnić miejsce po będącym w stanie likwidacji Rimini Calcio FC, przejmując jego barwy i głównego sponsora. Jednakowoż Rimini Calcio FC, po pozyskaniu inwestora i przekształceniu się w AC Rimini 1912, otrzymało licencję na grę w grupie F Serie D. Spowodowało to odmowę wsparcia ze strony władz miasta, które początkowo nie przyznały Realowi Rimini FC prawa do użytkowania Stadio Romeo Neri. Dezaprobatę dla nowo powstałego klubu wyrazili również lokalni kibice, których zdaniem nie powinien się on utożsamiać z tradycjami piłkarskimi miasta Rimini.
22 sierpnia 2010 w rozgrywkach Pucharu Włoch Serie D doszło do pierwszych w historii derbów Rimini, wygranych przez Real 1:0. Po meczu doszło do zamieszek na trybunach oraz przepychanek między piłkarzami i sztabami trenerskimi. W rozgrywkach Serie D 2010/11 oba spotkania przeciwko AC Rimini 1912 zakończyły się przegraną 0:2 i 0:3. Na zakończenie sezonu Real Rimini zajął 9. lokatę w grupie F, ze stratą 3 punktów do miejsca gwarantującego udział w fazie play-off. W lipcu 2011 roku gmina Rimini, z powodu nadmiernej eksploatacji murawy, wymówiła klubowi użytkowanie Stadio Romeo Neri. Zarząd wkroczył na drogę sądową, wywalczając uchylenie niekorzystnej dla siebie decyzji. W międzyczasie mecze domowe rozgrywano na użyczonych boiskach w Gatteo i Verucchio. W sezonie 2011/12 Real Rimini z bilansem 5 remisów i 29 porażek w 34 spotkaniach spadł do Eccelenzy Emilia-Romania.
Po relegacji klubu prezes Aquilino di Tora zaangażował się jednocześnie w sponsoring Riccione Calcio 1929 (Serie D). Po X kolejce sezonu 2012/13, w październiku 2012 roku, ogłosił on wycofanie Realu Rimini FC z rozgrywek. Zespół znajdował się wówczas na ostatnim miejscu w tabeli z 2 punktami i bilansem bramek 0:32. Spotkania domowe rozgrywane były na wynajętych obiektach w okolicznych miejscowościach. Z powodu niemożności skompletowania składu trzy wyjazdowe mecze zostały oddane walkowerem. Klub rozważał możliwość startu w kolejnym sezonie Eccellenzy, jednak po dopuszczeniu do czwartego walkowera, który oznaczał karną relegację do niższej kategorii rozgrywkowej, został rozwiązany. Wyniki klubu w sezonie 2012/13 zostały w całości anulowane.

## Historia występów
| Sezon   | Liga              | Poziom | M  | Z  | R | P  | BZ | BS  | +/- | Pkt | Miejsce |
| ------- | ----------------- | ------ | -- | -- | - | -- | -- | --- | --- | --- | ------- |
| 2010/11 | Serie D (grupa F) | V      | 38 | 16 | 8 | 14 | 51 | 44  | +7  | 56  | 9.      |
| 2011/12 | Serie D (grupa F) | V      | 34 | 0  | 5 | 29 | 16 | 107 | -91 | 5   | 18.     |

## Prezesi klubu
| Lp. | Imię i nazwisko  | Początek kadencji | Koniec kadencji      |
| --- | ---------------- | ----------------- | -------------------- |
| 1.  | Paolo Croatti    | 30 czerwca 2010   | 15 lipca 2010        |
| 2.  | Danilo Pretelli  | 15 lipca 2010     | 10 lipca 2011        |
| 3.  | Aquilino di Tora | 10 lipca 2011     | 3 grudnia 2011       |
| 4.  | Gabriele Dragoni | 3 grudnia 2011    | 30 czerwca 2012      |
| 5.  | Aquilino di Tora | 1 lipca 2012      | 18 października 2012 |

## Trenerzy klubu
| Lp. | Imię i nazwisko    | Początek pracy      | Koniec pracy        |
| --- | ------------------ | ------------------- | ------------------- |
| 1.  | Maurizio Neri      | 16 lipca 2010       | 5 października 2010 |
| 2.  | Agostino Iacobelli | 5 października 2010 | 5 lutego 2011       |
| 3.  | Dragutin Ristić    | 5 lutego 2011       | 7 lutego 2011       |
| 4.  | Maurizio Neri      | 7 lutego 2011       | 19 sierpnia 2011    |
| 5.  | Renzo Evangelista  | 19 sierpnia 2011    | 7 grudnia 2011      |
| 6.  | Dario Dighera      | 7 grudnia 2011      | 2 kwietnia 2012     |
| 7.  | Renzo Evangelista  | 2 kwietnia 2012     | 6 maja 2012         |

## Barwy
Oficjalnymi barwami Realu Rimini FC były kolory czerwony i biały, które zostały nabyte w formie znaku towarowego od Rimini Calcio FC.

## Stadion
Real Rimini FC rozgrywał swoje mecze na Stadio Romeo Neri, zlokalizowanym przy Piazzale del Popolo 1. Klub dzielił obiekt wraz z AC Rimini 1912.